# Фур-Вальдау, Лина
Лина Фур-Вальдау (урождённая — Каролина Фурхаус, нем. Lina Fuhr-Waldau; 28 июля 1828, Кассель — 15 мая 1906, Берлин) — немецкая театральная актриса

.

## Биография
Дочь финансового чиновника в Касселе. Дебютировала в 1845 году на сцене театра в Штральзунде. Играла в Штеттене, штутгартском Хофтеатре (ныне, Штутгартский оперный театр), Дрездене и Вене.
В 1854 году вместе с Людвигом Дессуаром, Эмилем Девриентом и Людвигом Габиллоном с большим успехом выступила в лондонском театре Сент Джеймс. Блистала в роли Офелии в трагедии Уильяма Шекспира «Гамлет».
С 1849 по 1852 год играла в государственном театре «Талия» в Гамбурге, затем переехала в Берлин. В 1860 году ушла со сцены.
В 1904 году опубликовала свои мемуары под названием «Von Sonne und Sorgen. Erinnerungen aus Kunst und Leben» («Солнце и беспокойство. Воспоминания об искусстве и жизни»). В книге она, среди прочего, упоминает личную переписку с императором Вильгельмом I, который был крёстным отцом её старшего ребенка.
Портрет Лины Фур хранится в Национальной галерее в Берлине.